# Fraueneishockey-Bundesliga 2022/23
Die Saison 2022/23 war die 34. Austragung der Fraueneishockey-Bundesliga in Deutschland. Die Ligadurchführung erfolgt durch den Deutschen Eishockey-Bund. Die Hauptrunde begann am 2. Oktober 2022. Da nach der Vorsaison die Kölner EC „Die Haie“ nicht mehr für die Bundesliga meldeten, spielen in dieser Saison nur 6 Mannschaften um die Deutsche Meisterschaft. Hierdurch kam es auch zu Veränderungen im Modus. Den Meistertitel sicherten sich zum vierten Mal in der Vereinsgeschichte die Frauen der ECDC Memmingen Indians durch eine 3:0-Serie im Playoff-Finale gegen den Mad Dogs Mannheim.

## Modus
Wie in der Vorsaison spielen die Bundesliga-Vereine zunächst eine Doppelrunde aus, die bis zum 19. Februar 2023 dauern soll. Die bisherige Drei-Punkteregelung wurde beibehalten, so dass bei einem Sieg in der regulären Spielzeit die siegreiche Mannschaft drei Punkte, die unterlegene gar keinen Punkt erhält. Bei einem Unentschieden nach der regulären Spielzeit erhalten beide Mannschaften jeweils einen Punkt. Die siegreiche Mannschaft der anschließenden Verlängerung oder des Penaltyschießens erhält einen Zusatzpunkt.
Anschließend sollen Play-offs mit Halbfinale und Finale für die Teams der Plätze 1 bis 4 zur Bestimmung des Deutschen Meisters ausgespielt, wobei erneut das Format „Best of Five“ gewählt wurde. Für die Mannschaften auf den Plätzen 5 und 6 endet die Saison mit der Hauptrunde, eine „Round-Robin-Runde“ ist in dieser Saison nicht vorgesehen.

## Teilnehmende Mannschaften
| Klub                    | Ort        | Stadion                 | Kapazität |
| ----------------------- | ---------- | ----------------------- | --------- |
| ESC Planegg             | Miesbach   | Eisstadion Miesbach     | 1.400     |
| EC Bergkamen            | Bergkamen  | Eishalle Bergkamen      | 500       |
| Eisbären Juniors Berlin | Berlin     | Wellblechpalast         | 4.695     |
| ECDC Memmingen          | Memmingen  | Eissporthalle Memmingen | 3.700     |
| ERC Ingolstadt          | Ingolstadt | Saturn-Arena            | 4.816     |
| Mad Dogs Mannheim       | Mannheim   | SAP Arena Halle Nord    | 1.500     |

Die Liga besteht aus sechs Mannschaften der Vorsaison, wobei der Kölner EC in dieser Saison nicht für die Bundesliga, sondern für die 2. Liga Nord gemeldet hat. Der ESC Planegg wechselte vom Eisstadion Grafing nach Miesbach.

## Hauptrunde

### Kreuztabelle
|                         | ECB                                                                        | MEM                                                            | ERCI                                                                       | PLA                                                                    | EJB                                                                             | MAN                                                                        |
| ----------------------- | -------------------------------------------------------------------------- | -------------------------------------------------------------- | -------------------------------------------------------------------------- | ---------------------------------------------------------------------- | ------------------------------------------------------------------------------- | -------------------------------------------------------------------------- |
| EC Bergkamener Bären    |                                                                            | 1:4 (0:2,1:2,0:0) Spielbericht 0:10 (0:2,0:5,0:3) Spielbericht | 0:1 (0:0,0:0,0:0,0:1) (OT) Spielbericht 2:3 (0:0,0:2,2:1) Spielbericht     | 0:2 (0:0,0:0,0:2) Spielbericht 4:2 (0:0,2:1,2:1) Spielbericht          | 1:2 (0:0,1:1,0:1) Spielbericht 1:4 (0:2,1:1,0:1) Spielbericht                   | 2:4 (1:1,0:1,1:2) Spielbericht 1:4 (1:2,0:1,0:1) Spielbericht              |
| ECDC Memmingen Indians  | 6:2 (1:0,1:0,4:2) Spielbericht 3:0 (2:0,1:0,0:0) Spielbericht              |                                                                | 4:0 (0:0,0:0,4:0) Spielbericht 1:0 (0:0,1:0,0:0) Spielbericht              | 5:0 (1:0,1:0,3:0) Spielbericht 2:0 (1:0,0:0,1:0) Spielbericht          | 1:0 (1:0,0:0,0:0) Spielbericht 8:1 (3:0,2:0,3:1) Spielbericht                   | 1:0 (0:0,1:0,0:0) Spielbericht 4:1 (1:1,2:0,1:0) Spielbericht              |
| ERC Ingolstadt          | 5:0 (0:0,3:0,2:0) Spielbericht 4:1 (1:0,2:0,1:1) Spielbericht              | 2:3 (1:0,1:1,0:2) Spielbericht 2:0 (0:0,2:0,0:0) Spielbericht  |                                                                            | 4:2 (0:1,2:0,2:1) Spielbericht 3:2 (1:0,1:2,0:0,1:0) (OT) Spielbericht | 4:0 (2:0,2:0,0:0) Spielbericht 2:0 (0:0,1:0,1:0) Spielbericht                   | 2:1 (1:0,0:1,0:0,0:0,1:0) (SO) Spielbericht 3:1 (1:0,1:0,1:1) Spielbericht |
| ESC Planegg-Würmtal     | 1:2 (0:1,0:0,1:0,0:0,0:1) (SO) Spielbericht 4:1 (1:0,2:1,1:0) Spielbericht | 0:8 (0:2,0:4,0:2) Spielbericht 0:3 (0:2,0:0,0:1) Spielbericht  | 1:2 (1:1,0:0,0:1) Spielbericht 3:2 (0:0,2:2,0:0,1:0) (OT) Spielbericht     |                                                                        | 2:1 (1:0,0:0,0:1,1:0) (OT) Spielbericht 3:2 (2:1,1:1,0:0) Spielbericht          | 1:4 (1:1,0:2,0:1) Spielbericht 5:4 (3:1,1:2,1:1) Spielbericht              |
| Eisbären Juniors Berlin | 3:4 (0:1,2:0,1:3) Spielbericht 1:5 (0:3,0:1,1:1) Spielbericht              | 2:5 (0:1,1:3,1:1) Spielbericht 0:7 (0:0,0:4,0:3) Spielbericht  | 0:1 (0:1,0:0,0:0) Spielbericht 4:5 (1:1,0:2,3:1,0:0,0:1) (SO) Spielbericht | 1:5 (1:1,0:2,0:2) Spielbericht 0:2 (0:1,0:0,0:1) Spielbericht          |                                                                                 | 0:2 (0:1,0:1,0:0) Spielbericht 1:2 (1:0,0:2,0:0) Spielbericht              |
| Mad Dogs Mannheim       | 3:1 (0:0,1:0,2:1) Spielbericht 3:2 (1:0,1:2,0:0,1:0) (OT) Spielbericht     | 1:4 (0:2,1:1,0:1) Spielbericht 0:7 (0:1,0:3,0:3) Spielbericht  | 0:1 (0:0,0:1,0:0) Spielbericht 4:1 (1:0,1:1,2:0) Spielbericht              | 2:0 (1:0,1:0,0:0) Spielbericht 5:1 (1:0,2:0,2:1) Spielbericht          | 1:2 (0:0,1:1,0:0,0:1) (OT) Spielbericht 2:3 (1:0,0:0,1:2,0:1) (OT) Spielbericht |                                                                            |

### Tabelle
| Platz | Mannschaft              | Spiele | S  | OTS | OTN | N  | Tore  | Punkte |
| ----- | ----------------------- | ------ | -- | --- | --- | -- | ----- | ------ |
| 1.    | ECDC Memmingen Indians  | 20     | 19 | 0   | 0   | 1  | 86:12 | 57     |
| 2.    | ERC Ingolstadt          | 20     | 11 | 4   | 1   | 4  | 47:29 | 42     |
| 3.    | Mad Dogs Mannheim       | 20     | 9  | 1   | 3   | 7  | 44:42 | 32     |
| 4.    | ESC Planegg-Würmtal     | 20     | 6  | 2   | 2   | 10 | 36:55 | 24     |
| 5.    | EC Bergkamener Bären    | 20     | 3  | 1   | 2   | 14 | 30:69 | 13     |
| 6.    | Eisbären Juniors Berlin | 20     | 2  | 2   | 2   | 14 | 27:63 | 12     |

Erläuterungen: Qualifikation für die Playoffs; Abkürzungen: S = Sieg nach regulärer Spielzeit, OTS = Sieg nach Overtime, OTN = Niederlage nach Overtime, N = Niederlage nach regulärer Spielzeit

### Beste Scorerinnen
Abkürzungen:  Sp = Spiele, T = Tore, V = Assists, Pkt = Punkte, +/− = Plus/Minus, SM = Strafminuten; Fett:  Bestwert, Quelle: deb-online.live
| Spieler            | Mannschaft | Sp | T  | V  | Pkt | +/− | SM |
| ------------------ | ---------- | -- | -- | -- | --- | --- | -- |
| Theresa Knutson    | Memmingen  | 20 | 14 | 18 | 32  | +38 | 8  |
| Sonja Weidenfelder | Memmingen  | 20 | 8  | 20 | 28  | +33 | 4  |
| Daria Gleißner     | Memmingen  | 16 | 5  | 17 | 22  | +23 | 10 |
| Celina Haider      | Ingolstadt | 19 | 4  | 18 | 22  | +9  | 29 |
| Julia Zorn         | Planegg    | 19 | 12 | 9  | 21  | +5  | 0  |
| Theresa Wagner     | Ingolstadt | 19 | 7  | 14 | 21  | +10 | 4  |
| Lena Kartheininger | Memmingen  | 19 | 2  | 18 | 20  | +33 | 18 |
| Megan Forrest      | Mannheim   | 20 | 10 | 7  | 17  | +7  | 18 |
| Alyssa Hulst       | Memmingen  | 18 | 8  | 9  | 17  | +19 | 6  |
| Antje Sabautzki    | Memmingen  | 18 | 7  | 10 | 17  | +14 | 6  |
| Laura Kluge        | Memmingen  | 9  | 11 | 5  | 16  | +19 | 2  |

### Beste Torhüterinnen
Quelle: gamepitch.de; Abkürzungen:  Sp = Spiele, Min = Eiszeit (in Minuten), S = Siege, N = Niederlagen, GT = Gegentore, GTS = Gegentorschnitt, SVS = gehaltene Schüsse, Sv% = gehaltene Schüsse (in %), SO = Shutouts; Fett:  Bestwert
| Spielerin       | Verein     | Sp | Min    | S  | N  | GT | GTS  | SVS | Sv%  | SO |
| --------------- | ---------- | -- | ------ | -- | -- | -- | ---- | --- | ---- | -- |
| Emma Schweiger  | Memmingen  | 11 | 569:53 | 9  | 0  | 4  | 0,42 | 159 | 97,5 | 5  |
| Lilly Uhrmann   | Memmingen  | 9  | 478:55 | 7  | 1  | 6  | 0,75 | 105 | 94,3 | 3  |
| Lisa Hemmerle   | Ingolstadt | 12 | 729:36 | 10 | 2  | 12 | 0,99 | 243 | 95,1 | 5  |
| Jessica Ekrt    | Mannheim   | 15 | 898:13 | 9  | 6  | 22 | 1,47 | 377 | 94,2 | 2  |
| Karmena Lasis   | Berlin     | 7  | 423:08 | 2  | 5  | 13 | 1,84 | 271 | 95,2 | 0  |
| Dominique Quint | Ingolstadt | 8  | 487:31 | 5  | 3  | 16 | 1,97 | 220 | 92,7 | 2  |
| Maria Huß       | Planegg    | 9  | 524:26 | 6  | 2  | 22 | 2,52 | 228 | 90,4 | 1  |
| Lena Schuster   | Planegg    | 8  | 414:50 | 0  | 8  | 22 | 3,18 | 194 | 88,7 | 0  |
| Pia Surke       | Bergkamen  | 11 | 630:21 | 2  | 9  | 34 | 3,24 | 370 | 90,8 | 1  |
| Cohen Myers     | Berlin     | 13 | 787:43 | 2  | 11 | 49 | 3,73 | 539 | 90,9 | 0  |

## Playoffs
| Halbfinale | Halbfinale             | Halbfinale |  |  | Finale | Finale                 | Finale |
|            |                        |            |  |  |        |                        |        |
| 1          | ECDC Memmingen Indians | 3          |  |  |        |                        |        |
| 4          | ESC Planegg            | 0          |  |  |        |                        |        |
|            |                        |            |  |  | 1      | ECDC Memmingen Indians | 3      |
|            |                        |            |  |  | 3      | Mad Dogs Mannheim      | 0      |
| 2          | ERC Ingolstadt         | 1          |  |  |        |                        |        |
| 3          | Mad Dogs Mannheim      | 3          |  |  |        |                        |        |
|            |                        |            |  |  |        |                        |        |

### Halbfinale
| Paarung                              | Serie | Spiel 1                                 | Spiel 2                                 | Spiel 3                                     | Spiel 4                        | Spiel 5 |
| ------------------------------------ | ----- | --------------------------------------- | --------------------------------------- | ------------------------------------------- | ------------------------------ | ------- |
| ECDC Memmingen Indians – ESC Planegg | 3-0   | 4:3 (2:1,1:1,1:1) Spielbericht          | 8:2 (3:0,2:1,3:1) Spielbericht          | 5:0 (3:0,1:0,1:0) Spielbericht              | –                              | –       |
| ERC Ingolstadt – Mad Dogs Mannheim   | 1-3   | 1:2 (0:1,0:0,1:0,0:1) (OT) Spielbericht | 2:1 (0:0,0:1,1:0,1:0) (OT) Spielbericht | 0:1 (0:0,0:0,0:0,0:0,0:1) (SO) Spielbericht | 0:2 (0:1,0:1,0:0) Spielbericht | –       |

### Finale
| Paarung                                    | Serie | Spiel 1 | Spiel 2 | Spiel 3 | Spiel 4 | Spiel 5 |
| ------------------------------------------ | ----- | ------- | ------- | ------- | ------- | ------- |
| ECDC Memmingen Indians – Mad Dogs Mannheim | 3-0   | 5:1     | 3:1     | 6:0     | –       | –       |

| 11. März 2023 15:30 Uhr | ECDC Memmingen Indians L. Kluge (5:56) L. Kluge (25:30) T. Knutson (35:31) A. Sabatzki (41:50) R. Hark (42:01) | 5:1 (1:0, 2:0, 2:1) Spielbericht | Mad Dogs Mannheim L. Artner (43:51) | Eissporthalle am Hühnerberg, Memmingen Zuschauer: 1097 |

| 12. März 2023 12:30 Uhr | ECDC Memmingen Indians L. Kluge (15:19) T. Knutson (37:36) T. Knutson (40:52) | 3:1 (1:0, 1:1, 1:0) Spielbericht | Mad Dogs Mannheim L. Artner (28:17) | Eissporthalle am Hühnerberg, Memmingen Zuschauer: 1376 |

| 18. März 2023 16:45 Uhr | Mad Dogs Mannheim | 0:6 (0:3, 0:1, 0:2) Spielbericht Stand: 0:3 | ECDC Memmingen Indians T. Knutson (8:57) S. Weidenfelder (14:09) L. Kluge (16:14) L. Kluge (26:17) T. Knutson (40:17) L. Kluge (48:49) | SAP-Arena, Halle Süd, Mannheim Zuschauer: 650 |

### Beste Scorerinnen
Quelle: deb-online.live; Abkürzungen:  Sp = Spiele, T = Tore, V = Assists, Pkt = Punkte, +/− = Plus/Minus, SM = Strafminuten; Fett:  Bestwert
| Spieler             | Mannschaft | Sp | T | V | Pkt | +/− | SM |
| ------------------- | ---------- | -- | - | - | --- | --- | -- |
| Theresa Knutson     | Memmingen  | 6  | 9 | 5 | 14  | +14 | 0  |
| Laura Kluge         | Memmingen  | 4  | 6 | 6 | 12  | +10 | 0  |
| Daria Gleißner      | Memmingen  | 6  | 0 | 9 | 9   | +12 | 0  |
| Andrea Lanzl        | Memmingen  | 6  | 5 | 3 | 8   | +8  | 0  |
| Sonja Weidenfelder  | Memmingen  | 6  | 3 | 5 | 8   | +11 | 4  |
| Antje Sabautzki     | Memmingen  | 6  | 2 | 4 | 6   | +3  | 4  |
| Franziska Feldmeier | Planegg    | 3  | 2 | 3 | 5   | +1  | 0  |
| Julia Zorn          | Planegg    | 3  | 2 | 3 | 5   | −1  | 2  |

### Beste Torhüterinnen
Quelle: deb-online.live; Abkürzungen:  Sp = Spiele, Min = Eiszeit (in Minuten), S = Siege, N = Niederlagen, GT = Gegentore, GTS = Gegentorschnitt, SVS = gehaltene Schüsse, Sv% = gehaltene Schüsse (in %), SO = Shutouts; Fett:  Bestwert
| Spielerin      | Verein     | Sp | Min    | S | N | GT | GTS  | SVS | Sv%  | SO |
| -------------- | ---------- | -- | ------ | - | - | -- | ---- | --- | ---- | -- |
| Lilly Uhrmann  | Memmingen  | 3  | 180:00 | 3 | 0 | 3  | 1,00 | 66  | 95,5 | 1  |
| Lisa Hemmerle  | Ingolstadt | 4  | 273:10 | 1 | 3 | 5  | 1,10 | 111 | 95,5 | 1  |
| Emma Schweiger | Memmingen  | 3  | 180:00 | 3 | 0 | 4  | 1,33 | 51  | 92,2 | 1  |
| Jessica Ekrt   | Mannheim   | 7  | 454:19 | 3 | 4 | 17 | 2,25 | 234 | 92,7 | 2  |

### Meisterkader
| Deutscher Meister ECDC Memmingen | Tor: Emma Schweiger, Lilly Uhrmann Verteidigung: Mandy Dibowski, Daria Gleißner, Ronja Hark, Lena Kartheininger, Anna-Lena Niewollik, Carina Strobel Sturm: Anne Bartsch, Luisa Bottner, Kim Bürge, Katharina Häckelsmiller, Alyssa Hulst, Laura Kluge, Theresa Knutson, Andrea Lanzl, Julia Männlein, Anna Rose, Antje Sabautzki, Charlott Schaffrath, Marina Swikull, Sonja Weidenfelder Cheftrainer: Waldemar Dietrich |

## Unterklassige Ligen
Unterhalb der vom DEB organisierten Bundesliga gibt es unterschiedliche, von Landesverbänden organisierte Frauenligen. Dabei sollen nach den Durchführungsbestimmungen der Bundesliga die bestplatzierten aufstiegsberechtigten Mannschaften der 2. Liga Nord und der Landesliga Bayern, die offiziell als 2. Liga Süd gilt, Aufstiegsspiele zur Frauen-Bundesliga 2023/24 durchführen.

### 2. Ligen

#### 2. Liga Nord
Die 2. Liga Nord unter dem Dach des Eishockeyverbandes NRW startete am 25. September 2022 mit den nicht mehr für die Bundesliga gemeldeten Frauen des Kölner EC. Die Saison soll bis Ende März 2023 eine Einfachrunde spielen.
Entsprechend der Durchführungsbestimmungen können sich auch Mannschaften für den Spielbetrieb bewerben, die nicht in Nordrhein-Westfalen oder einem anliegenden Bundesland angesiedelt sind. Der Grefrather EC nahm trotz Meldung nicht am Spielbetrieb teil, alle Partien wurden mit 0:5 Toren und 0:2 Punkten gewertet.
| Platz | Mannschaft                       | Spiele | S | U | N | Tore  | Punkte |
| ----- | -------------------------------- | ------ | - | - | - | ----- | ------ |
| 1.    | EC Hannover Indians              | 10     | 7 | 2 | 1 | 55:22 | 16     |
| 2.    | ERV Dinslakener Kobras           | 10     | 5 | 3 | 2 | 33:21 | 13     |
| 3.    | Cold Play Sharks Mechelen        | 10     | 5 | 2 | 3 | 36:18 | 12     |
| 4.    | SpG EC Bergkamen / ESV Bergkamen | 10     | 4 | 1 | 5 | 32:47 | 9      |
| 5.    | EC Bergisch Land                 | 10     | 2 | 2 | 6 | 33:49 | 6      |
| 6.    | KEC „Die Haie“                   | 10     | 2 | 0 | 8 | 14:46 | 4      |

Erläuterungen: Qualifikation für die Aufstiegsspiele; Abkürzungen: S = Sieg nach regulärer Spielzeit, OTS = Sieg nach Overtime, OTN = Niederlage nach Overtime, N = Niederlage nach regulärer Spielzeit

#### 2. Liga Süd / Landesliga Bayern
Die Landesliga Bayern der Frauen ist die zweithöchste Liga im Fraueneishockey unter der Fraueneishockey-Bundesliga. Sie wird gemeinsam vom BEV und dem Eissport-Verband Baden-Württemberg organisiert. Teilnehmer sind Mannschaften aus Bayern, Baden-Württemberg und Österreich. Über die Austragungsspiele der Landesligagruppen A, B und C qualifizieren sich je zwei Teams für die Finalrunde. Der Finalrundensieger ist Süddeutscher Meister und tritt in den Relegationsspielen gegen den Norddeutschen Meister um den Aufstieg in die Frauen-Bundesliga an. Das bestplatzierte bayerische Frauenteam der Finalrunde ist „Bayerischer Meister“ und das bestplatzierte Baden-Württembergische Team ist Baden-Württemberg-Meister.
Teilnehmer / Endplatzierungen
| Finalrunde | Landesliga A                                                                                         | Landesliga B                                                                               | Landesliga C                                                                                                  |
| --- | --- | ------------------------------------------------------------------------------------------ | --- |
|  1. EC Bad Tölz  2. EV Königsbrunn  3. EKU Mannheim 1b - 4. EHC Lustenau - 5. SC Bietigheim-Bissingen - 6. EHC Ulm/Neu-Ulm | - EC Bad Tölz - EV Königsbrunn - Dingolfinger EC - ESC River Rats Geretsried - VfR München-Angerlohe | - EKU Mannheim 1b - SC Bietigheim-Bissingen - ESV Kaufbeuren - ERC Sonthofen - ESC Kempten | - EHC Lustenau - EHC Ulm/Neu-Ulm - SG ESG Esslingen / ESV Hügelsheim 09 - EV Ravensburg - Schwenninger ERC 04 |

 Süddeutscher Meister, Aufstiegsrelegation,  Bayerischer Meister,  Baden-Württemberg Meister, Endstand 17. März 2023

- Finalrundenteilnehmer (fett gedruckt)

### Weitere Ligen
Der Eishockeyverband NRW hat unterhalb der 2. Liga Nord in der Saison 2022/23 wieder zwei verschiedene Ligen, die Landesliga NRW und die Bezirksliga NRW.
Weitere Ligen existierten vom Eissportverband Baden-Württemberg und vom Niedersächsischen Eissport-Verband („1. Frauenliga Nord/Ost“).

#### 1. Frauenliga Nordost
| Platz | Mannschaft         | Spiele | S | OTS | OTN | N  | Tore  | Punkte |
| ----- | ------------------ | ------ | - | --- | --- | -- | ----- | ------ |
| 1.    | ETC Crimmitschau   | 10     | 9 | 0   | 1   | 0  | 78:11 | 28     |
| 2.    | FASS Berlin        | 10     | 7 | 1   | 0   | 2  | 69:10 | 23     |
| 3.    | Altonaer SV        | 10     | 5 | 0   | 0   | 5  | 30:26 | 15     |
| 4.    | Hamburger SV       | 10     | 5 | 0   | 0   | 5  | 35:49 | 15     |
| 5.    | Crocodiles Hamburg | 10     | 3 | 0   | 0   | 7  | 19:51 | 9      |
| 6.    | REV Bremerhaven    | 10     | 0 | 0   | 0   | 10 | 15:99 | 0      |

Der ETC Crimmitschau wechselte nach dem Sieg in der Frauenliga Nordost zur folgenden Saison in die Landesliga Bayern.